# Плодовитово
Плодовѝтово (болг. Плодовитово) — село в Болгарии. Находится в Старозагорской области, входит в общину Братя-Даскалови.
Село Плодовитово находится примерно в 45 км к юго-западу от областного центра города Стара-Загора, в 14 км к югу от муниципального центра села Братья Даскаловы (примерно в 21 км по дороге через село Гранит) и в 38 км к востоку от города Пловдив. Село расположено в Верхнефракийской низменности, на Пазарджикско-Пловдивской равнине, на правом (западном) берегу реки Омуровска, которая протекает мимо села, являясь левым притоком реки Марица.

## Политическая ситуация
В местном кметстве Плодовитово, в состав которого входит Плодовитово, должность кмета (старосты) исполняет Георги  Минков Колев (Национальное движение «Симеон Второй» (НДСВ)) по результатам выборов правления кметства.
Кмет (мэр) общины Братя-Даскалови — Ваня Тодорова Стоева (коалиция партий: Болгарская социалистическая партия (БСП), национальное движение «Симеон Второй» (НДСВ)) по результатам выборов в правление общины.